# Vinchenzo
Vinchenzo Tahapary (Kesteren, 23 september 1999) is een Nederlandse zanger. Hij werd bekend door zijn deelname aan The voice of Holland 2017.

## Biografie
In 2010 deed Vinchenzo mee aan het programma My Name Is Michael, en in 2012 aan The Voice Kids, waar hij het schopte tot aan de sing-offs. In 2017 deed hij mee aan de 'volwassen' editie van The voice of Holland, waar hij tot de finale kwam en derde werd. Tijdens die finale bracht hij zijn eerste single Steady Love ten gehore. Later dat jaar coverde hij het nummer Energie van Ronnie Flex en bracht hij zijn tweede single genaamd Daily uit. Het nummer behaalde nummer 7 in de Nederlandse iTunes Top 100 en heeft Vinchenzo een gouden plaat opgeleverd. Tevens verscheen het nummer in de Hongaarse en Slovaakse iTunes Charts. Hier haalde het respectievelijk plaats 53 en 64. De tweede single Mona Lisa piekte op nummer 81 in de Nederlandse iTunes Top 100. Headphone werd met 94% gemaakt in Maak t of kraak t van Radio 538 en piekte op nummer 7 in de Tipparade.
In 2019 doet Vinchenzo samen met model Nochtli mee aan het programma Dance Dance Dance op SBS6 waar hij in de finale verloor van OG3NE.
In 2023 deed hij mee aan het tweede seizoen van het RTL 4-programma Better Than Ever. Hij wist zijn aflevering van het programma te winnen met het nummer A Song For You, waardoor hij de finale van het programma bereikte. In de eerste ronde van de finale zong hij Man In The Mirror, waarna de medefinalisten besloten dat hij en Julia Zahra door mochten naar de tweede ronde. Daar zongen beide finalisten een duet met coach en zanger Waylon. Vinchenzo zong het nummer How Come, How Long wat hem de winst van het programma opleverde. Hierdoor won hij € 25.000,- om te besteden aan zijn muziekcarrière. Op 26 mei 2023 heeft Vinchenzo zijn eerste nieuwe nummer sinds jaren uitgebracht.
In 2025 deed Vinchenzo mee aan het vijfde seizoen van het televisieprogramma De Verraders bij RTL 4 als getrouwe waarin hij als tweede werd verbannen.

## Discografie
| Single met eventuele hitnotering(en) in de Nederlandse Top 40 | Datum van verschijnen | Datum van binnenkomst | Hoogste positie | Aantal weken | Opmerkingen                         |
| ------------------------------------------------------------- | --------------------- | --------------------- | --------------- | ------------ | ----------------------------------- |
| Steady Love                                                   | 17-02-2017            | -                     |                 |              | Nr. 87 in de Single Top 100         |
| Daily                                                         | 09-06-2017            | 29-07-2017            | 36              | 2            | Nr. 70 in de Single Top 100 / Goud  |
| Mona Lisa                                                     | 17-11-2017            | -                     |                 |              |                                     |
| Headphone                                                     | 13-04-2018            | 21-04-2018            | tip 7           | -            |                                     |
| Craving                                                       | 31-08-2018            | 08-09-2018            | tip 8           | -            |                                     |
| What This Could Be                                            | 22-11-2018            | 01-12-2018            | tip 12          | -            | Soundtrack van de film "First Kiss" |
| Wait For Me                                                   | 15-02-2019            | -                     |                 |              |                                     |
| Guilty Pleasure                                               | 18-09-2019            | -                     |                 |              |                                     |
| Hit Me Up at Three                                            | 27-09-2019            | -                     |                 |              |                                     |
| Love on the Run                                               | 27-09-2019            | -                     |                 |              |                                     |
| Take Me Home                                                  | 27-09-2019            | -                     |                 |              |                                     |
| Don't Wait                                                    | 26-05-2023            | -                     |                 |              |                                     |
| Loving You                                                    | 11-08-2023            | -                     |                 |              |                                     |
| Jacuzzi                                                       | 15-09-2023            | -                     |                 |              |                                     |
| GPS                                                           | 22-09-2023            | -                     |                 |              |                                     |
| Running Back                                                  | 29-09-2023            | -                     |                 |              |                                     |

## Wedstrijden, prijzen en nominaties
| Jaar | Prijs                 | Categorie                | Resultaat   |
| ---- | --------------------- | ------------------------ | ----------- |
| 2017 | Hittegolf Awards 2017 | Hottest Musician         | Winnaar     |
| 2017 | XITE Awards           | Best Kickstart           | Genomineerd |
| 2018 | Edison Pop Awards     | Beste nieuwkomer         | Genomineerd |
| 2018 | 100%NL Awards 2017    | Talent van het jaar      | Winnaar     |
| 2018 | Kids Choice Awards    | Favoriete Ster Nederland | Genomineerd |
| 2019 | Dance Dance Dance     | Danser                   | Finalist    |
| 2023 | Better than Ever      | Zanger performer         | Winnaar     |

## Filmografie
| Film | Film                                         | Film          | Film        |
| Jaar | Productie                                    | Rol           | Opmerkingen |
| ---- | -------------------------------------------- | ------------- | ----------- |
| 2017 | The Lego Ninjago Movie                       | Cole          | Stem        |
| 2018 | First Kiss                                   | Vinchenzo     |             |
| 2018 | De Fabeltjeskrant: De Grote Dierenbos-spelen | Droes de Beer | Stem        |